# Leo Motzkin
Leo Motzkin (ur. 24 listopada?/6 grudnia 1867 w Browarach, zm. 7 listopada 1933 w Paryżu) – rosyjski polityk żydowskiego pochodzenia, jeden z głównych ideologów współczesnego syjonizmu. Lider Światowej Organizacji Syjonistycznej i innych licznych żydowskich organizacji. Jeden z pierwszych przywódców żydowskich organizujących opozycję dla nazistowskiej partii w Niemczech.

## Życiorys

### Dzieciństwo i młodość
Leo urodził się w 1867 roku w miejscowości Browary w pobliżu miasta Kijów w Imperium Rosyjskim (obecnie terytorium Ukrainy). Jego rodzice byli Żydami. Otrzymał tradycyjne religijne wykształcenie żydowskie. W 1881 roku był świadkiem pogromu ludności żydowskiej w Kijowie, po czym uciekł za granicę. Zamieszkał w Berlinie w Cesarstwie Niemieckim. Po ukończeniu szkoły średniej, w wieku 16. lat został przyjęty na Uniwersytet w Berlinie (1883 rok). Studiował socjologię i matematykę, uzyskując stopień naukowy doktora.

### Działalność publiczna
Podczas studiów, w 1887 roku został członkiem Akademickiego Stowarzyszenia Rosyjskich Żydów (niem. Russisch-jüdischer wissenschaftlicher Verein) i bardzo szybko stał się pełnoprawnym działaczem ruchu syjonistycznego. Gdy w 1896 roku Theodor Herzl opublikował swój słynny artykuł „Państwo żydowskie” (niem. Der Judenstaat), Motzkin przyłączył się do niego wspierając działania na rzecz osadnictwa żydowskiego w Palestynie. W sierpniu 1897 roku uczestniczył w Pierwszym Kongresie Syjonistycznym w Bazylei. Rok później, podczas przygotowań do Drugiego Kongresu Syjonistycznego, Herzl zlecił Motzkinowi udanie się do Palestyny w celu zbadania problemów społeczności żydowskiej. Przygotowany raport o aktualnej sytuacji i perspektywach kolonizacji żydowskiej został przedstawiony na kongresie. Motzkin sprzyjał współpracy z Imperium osmańskim dla żydowskich interesów w Ziemi Izraela, w czym różnił się od członków organizacji Chowewej Syjon i filantropa barona Edmunda James de Rotszylda. Na Piątym Kongresie Syjonistycznym w 1901 roku Motzkin reprezentował poglądy tzw. „demokratycznej frakcji”. Wzywał do demokratyzacji ruchu syjonistycznego. Kładł także nacisk na kulturę żydowską, zwłaszcza w odniesieniu do języka hebrajskiego i edukacji.
W 1905 roku anonimowo opublikował książkę „Rosyjska korespondencja”, w której dokonał analizę antysemityzmu i sposobów rozwiązania problemu żydowskiego. W 1909 roku Światowa Organizacja Syjonistyczna zleciła mu napisanie książki o pogromach w Rosji. Przedstawiając historię tragicznej przemocy wobec rosyjskich Żydów, Motzkin podkreślił znaczenie tworzenia struktur samoobrony, która dawała możliwość obrony przed pogromami. W sierpniu 1914 roku razem z Franzem Oppenheimerem i Adolfem Friedemannem założył Niemiecki Komitet na rzecz uwolnienia rosyjskich Żydów (niem. Deutsches Komitee zur Befreiung der russischen Juden). Podczas I wojny światowej kierował działalnością biura Światowej Organizacji Syjonistycznej w Kopenhadze. Pracował jako łącznik między różnymi organizacjami syjonistycznymi a społecznościami żydowskimi w ogarniętych wojną krajach. Wyjechał do Stanów Zjednoczonych, aby zbierać fundusze dla żydowskich uchodźców oraz lobbował na rzecz obrony rosyjskich Żydów. Po wojnie zamieszkał w Paryżu. W 1919 roku organizował delegację żydowską na Konferencję pokojową w Paryżu. Lobbował na rzecz utworzenia Światowego Kongresu Żydowskiego, który mógłby reprezentować interesy mniejszości żydowskiej na całym świecie (organizacja ta powstała w 1936 roku i miała stały status w Lidze Narodów).
Motzkin był jednym z pierwszych przeciwników nazistowskiej partii w Niemczech. Organizował opozycję wobec nazistów i tworzył lobby w Lidze Narodów w celu zapewnienia bezpieczeństwa ludności żydowskiej w Niemczech. Zmarł 7 listopada 1933 roku w Paryżu. W 1934 roku jego prochy przewieziono do Brytyjskiego Mandatu Palestyny i pochowano na Górze Oliwnej w Jerozolimie.